# Shelden Williams
Shelden DeMar Williams (* 21. Oktober 1983 in Oklahoma City, Oklahoma) ist ein ehemaliger US-amerikanischer Basketballspieler der aktuell bei Tianjin Ronggang in der chinesischen Liga spielt. Der 2,06 Meter große Williams spielt die Position des Power Forward. Zuvor war er zwischen 2006 und 2012 in der NBA aktiv.

## College
Williams war bei der Duke University in North Carolina ein herausragender College-Spieler, der vor allem für sein Rebounding und für seine harte Verteidigung bekannt war. Er erzielte dort 1.859 Punkte und 1.217 Rebounds und gewann zwei „NABC Defensive Player of the Year Awards“ als bester College-Verteidigungsspieler. In seinen vier Jahren machte er auch einen Abschluss in Soziologie.

## NBA
Williams wurde im NBA Draft 2006 von den Atlanta Hawks an fünfter Stelle gezogen und war anfangs startender Power Forward, spielte aber nur mäßig und verlor bald seinen Stammplatz an Marvin Williams und Lorenzen Wright. In seiner Rookie-Saison machte er nur fünf Punkte und fünf Rebounds pro Spiel. In seiner zweiten Saison wurde Williams Mitte der Saison zu den Sacramento Kings transferiert, konnte sich aber bisher ebenso wenig durchsetzen. Es folgten weitere Engagements bei den Minnesota Timberwolves, Boston Celtics, Denver Nuggets, New York Knicks und New Jersey Nets. Williams blieb bei keinem der Teams länger als ein Jahr und konnte sich in keinem der Teams durchsetzen. Im Nachhinein wird Williams als Draftflop gesehen, da er nie seine hohe Draftposition rechtfertigen konnte.

## Europa und Asien
Am 28. August 2012 unterschrieb er beim französischen Erstligisten Élan Sportif Chalonnais.
Im Oktober 2013 unterschrieb er einen Vertrag bei Tianjin Ronggang in China. 2015 erklärte er seine Profikarriere für beendet.

## Trainertätigkeit
Seit 2018 ist Williams Assistenztrainer der Erie BayHawks in der NBA-Farmliga G-League.

## Privatleben
Williams ist der Sohn von Bob and Jeannette Williams. Bob Williams war ebenfalls College-Basketballspieler. Sheldens Bruder Quincy spielt derzeit ebenfalls Basketball am College von North Texas.
Von 2008 bis 2016 war Williams mit WNBA-Superstar Candace Parker von den Los Angeles Sparks verheiratet. Sie lernten sich beide an der Duke University kennen, und im Mai 2007 machte er ihr einen Heiratsantrag, den sie annahm. Gemeinsam haben sie eine Tochter. 2016 ließen sich Parker und Williams scheiden.
Der ehemalige NBA-Spieler Anthony Parker ist sein Schwager.